# Arrest Letale longembolie
Het arrest Letale longembolie (HR 12 september 1978, NJ 1979/60) is een arrest van de Nederlandse Hoge Raad dat een kentering betekende voor het leerstuk van causaliteit in het strafrecht.

## Casus
Verdachte is als bestuurder van een Volkswagen bestelauto op weg naar de TT-races, met acht vrienden als passagiers. Wanneer hij in Assen een voorrangsweg nadert, ziet hij geen verkeer en rijdt met 40–50 km/u de kruising over. Plotseling ziet hij van rechts een auto naderen. Naar aanleiding van de botsing ontwikkelt de inzittende van de andere auto een longembolie, waaraan hij overlijdt.

## Rechtsvraag
Is er sprake van een causaal verband tussen het ongeval en de longembolie, die leidde tot het overlijden van het slachtoffer? (Ja)

## Procesgang
Rechtbank en hof veroordelen de verdachte tot zes weken gevangenisstraf en ontzegging van de bevoegdheid tot het besturen van motorrijtuigen gedurende twee jaar op grond van het feit dat de dood van de ander aan zijn schuld te wijten is, bij gelegenheid van een botsing met een door hem bestuurd motorrijtuig, terwijl de dood door die botsing is veroorzaakt. Hiertegen gaat verdachte in cassatie. Het cassatieberoep wordt verworpen.

## Hoge Raad
Voor de rechtsgeschiedenis is met name het vierde middel van belang. De verdediging heeft aangevoerd dat ten onrechte is aangenomen dat de dood van de inzittende van de andere auto het gevolg is van het rijden van verdachte. Uit een doktersrapport blijkt, dat de letsels weliswaar ernstig waren, doch op zich niet noodzakelijk tot het intreden van de dood had behoeven te leiden. Met name dringt zich de vraag op, of medisch geen fouten zijn gemaakt en of wel voldoende anti-stollingsmiddelen zijn gebruikt.
De Hoge Raad oordeelt:

dat dit betoog niet opgaat omdat het optreden van letale longembolie na als gevolg van een botsing bekomen letsels als voormeld niet van zodanige aard is dat het overlijden van het slachtoffer redelijkerwijze niet meer als gevolg van de botsing aan de dader zou kunnen worden toegerekend.

## Belang
Het belang van het arrest schuilt met name in het criterium dat de Hoge Raad voor de causaliteit hanteert. Was bij eerdere arresten dikwijls de voorzienbaarheid of zeldzaamheid van het gevolg doorslaggevend, in dit arrest wordt met zoveel woorden het criterium van de 'redelijke toerekening' geïntroduceerd.